# Římskokatolická farnost Holešov
Římskokatolická farnost Holešov je územní společenství římských katolíků s farním kostelem Nanebevzetí Panny Marie v děkanátu Holešov. 

## Historie farnosti
První písemná zmínka o obci pochází z roku 1141.

## Duchovní správci
V letech 1616-1620 byl zdejším duchovním správcem pozdější světec Jan Sarkander. Farářem je od července 2011 do roku 2024 R. D. Mgr. Jerzy Krzysztof Walczak. od roku 2024 - P. Mgr. Stanislav ZATLOUKAL

## Bohoslužby
| Kostel                  | Místo   | Bohoslužba (den)                         | Hodina | Poznámka     |
| ----------------------- | ------- | ---------------------------------------- | --- | ------------ |
| Nanebevzetí Panny Marie | Holešov | neděle pondělí úterý středa pátek sobota | 7.30, 9.30, 18.00 (platí od 1.1.2025) 17.30 (zimní čas)/18.00 (letní čas) 7.30 (zimní čas)/6.30 (letní čas) 17.30 (zimní čas)/18.00 (letní čas) 7.30, 17.30 (zimní čas)/18.00 (letní čas) 7.30 | farní kostel |

## Aktivity ve farnosti
Ve farnosti se pravidelně koná tříkrálová sbírka. V roce 2017 činil její výtěžek v Holešově 232 789 korun.
V listopadu 2017 uděloval ve farnosti svátost biřmování arcibiskup Jan Graubner.